# Voci dall'inferno
Voci dall'inferno. L'America e l'era del genocidio è un libro di Samantha Power, all'epoca docente di Human Rights Practice alla John F. Kennedy School of Government di Harvard, che esplora la conoscenza, la risposta e la mancanza di azione dell'America sui genocidi del XX secolo, dal genocidio armeno alla "pulizia etnica" della guerra del Kosovo. Ha vinto il Premio del Libro J. Anthony Lukas e il Premio Pulitzer per la saggistica nel 2003.
Secondo Power, i politici americani sono sempre stati riluttanti a condannare le atrocità di massa come genocidi o ad assumersi la responsabilità di gestire un intervento militare internazionale. Lei sostiene che senza una pressione significativa da parte del popolo americano, i politici evitano il termine "genocidio" del tutto. Si appellano invece alla priorità degli interessi nazionali o sostengono (senza merito, sostiene) che una risposta statunitense sarebbe inutile e accelererebbe la violenza come giustificazione per la mancata azione.

## Sintesi
Power inizia con una descrizione della risposta internazionale al genocidio armeno, e poi descrive i tentativi di Raphael Lemkin di fare pressione per l'azione americana contro le atrocità naziste in Europa. Poi descrive ulteriormente le difficoltà degli sforzi individuali per convincere gli americani e gli altri membri degli alleati della seconda guerra mondiale a riconoscere l'Olocausto, che, spiega, sono state aggravate dalla centralità della Seconda guerra mondiale e dall'indifferenza antisemita. Continua a descrivere come Lemkin abbia portato il genocidio in prima linea nelle questioni di politica estera, portando alla Convenzione sul genocidio del 1948. Descrive le crescenti delusioni di Lemkin e il moltiplicarsi degli avversari fino alla sua morte nel 1959, quando il senatore William Proxmire e altri raccolsero l'eredità. Lei mostra come il senatore Proxmire e il presidente Ronald Reagan hanno collaborato per ottenere il sostegno per la ratifica della convenzione sul genocidio. Nel resto del libro, si concentra principalmente sui singoli genocidi e sulla risposta degli Stati Uniti in Cambogia, Iraq, Bosnia, Ruanda e Kosovo.

## Accoglienza

### Recensioni
Martin Woollacott ha recensito il libro, insieme con il libro We Did Nothing di Linda Polman, per The Guardian. Ha concluso: "Dobbiamo ancora capire come gli interventi post- torri Gemelle si rapportino a quelli precedenti. Ma c'è un'ironia evidente nel fatto che mentre in precedenza, come questi libri illustrano così chiaramente, spesso mancava la determinazione per affrontare crisi che la maggior parte delle persone concordava erano gravi, non ne mancava quando l'amministrazione Bush si è mossa per affrontare una crisi su cui non c'era alcun consenso globale".
Stephen Holmes ha recensito il libro, insieme a War in a Time of Peace: Bush, Clinton and the Generals di David Halberstam, per il London Review of Books. Holmes ha scritto: "Porre fine alle atrocità è una vittoria morale. Ma se la forza che interviene è incapace di tenere in patria il sostegno interno per la fase successiva, per ricostruire ciò che ha distrutto, la moralità del suo intervento è nel migliore dei casi provvisoria. Se si potesse raggiungere la stabilità politica rovesciando un dittatore corrotto o se le nazioni potessero essere costruite a colpi di arma da fuoco, il problema non sarebbe così urgente. I diritti umani non possono essere tutelati in modo affidabile senza un'autorità politica sostenuta a livello locale".
Charles V. Peña, allora affiliato al Cato Institute, ha recensito il libro per Reason, concludendo: "Questo è esattamente il punto del racconto avvincente di Power: L'orrore e la tragedia del genocidio sono una questione morale che trascende l'interesse nazionale. Ma per evitare un altro genocidio del Ruanda, anche gli Stati Uniti devono avere la saggezza di evitarne un'altra battaglia di Mogadiscio".
Laura Secor ha recensito il libro per The New York Times. Il libro è stato anche recensito in Publishers Weekly.

### Riconoscimenti
- Premio Pulitzer per la saggistica.
- Premio Robert F. Kennedy Center for Justice and Human Rights Book
- Premio National Book Critics Circle per la saggistica generale
- Premio Raphael Lemkin (Istituto per lo studio del genocidio)